# 5411 Liia
5411 Liia (1973 AT3) là một tiểu hành tinh vành đai chính được phát hiện ngày 2 tháng 1 năm 1973 bởi Nikolai Stepanovich Chernykh ở Nauchnyj.